# Черемхівська сільська рада
| Черемхівська сільська рада — орган місцевого самоврядування у Коломийському районі Івано-Франківської області з адміністративним центром у с. Черемхів. Історична дата утворення: в 1940 році у Коршівському районі. 17.10.1954 облвиконком рішенням № 744 передав хутір Красутчина з Сідлищенської сільської ради до Черемхівської сільської ради. Водоймища на території, підпорядкованій даній раді: річки Чорнява, Сербинь. Сільській раді підпорядковані населені пункти: - с. Черемхів |

## Склад ради
Рада складається з 18 депутатів та голови.

### Керівний склад ради
| ПІБ                         | Основні відомості                                                               | Дата обрання | Дата звільнення |
| --------------------------- | ------------------------------------------------------------------------------- | ------------ | --------------- |
| Барасюк Микола Михайлович   | Сільський голова, 1950 року народження, освіта, член Народного Руху України     | 26.03.2006   | 31.10.2010      |
| Паньків Михайло Миколайович | Сільський голова, 1969 року народження, освіта середня спеціальна, безпартійний | 31.10.2010   |                 |

Примітка: таблиця складена за даними джерела